# 林珊
林珊（2001年8月3日—），广东中山人，中国女子跳水运动员。她曾获得2019年世界游泳锦标赛跳水比赛混合团体金牌。她也曾参加2018年夏季青奥会，获得三枚金牌。